# 下伊田站
下伊田站（日语：／ Shimoita eki */?）是位於福岡縣田川市大字伊田4801番1號，平成筑豐鐵道的伊田線車站。車站編號為HC14。
在2009年4月1日，福岡縣立田川科學技術高等學校取得此站的命名權，此站愛稱為田川科學技術高校前下伊田站。

## 歷史
- 1992年（平成4年）4月1日 - 車站啟用。

## 車站構造
車站是一座地面車站，設有2面2線的相對式月台。此站是無人車站。

### 月台
| 月台 | 路線    | 上下行 | 方向               |
| ---- | ------- | ------ | ------------------ |
| 東邊 | ■伊田線 | 下行   | 田川伊田、行橋方向 |
| 西邊 | ■伊田線 | 上行   | 糒、金田、直方方向 |

## 使用狀況
在2019年度，1日平均上落車人次為323人。
| 上落車人次變化 | 上落車人次變化 |
| 年度           | 1日平均人次    |
| -------------- | -------------- |
| 2008年         | 288            |
| 2009年         | 246            |
| 2010年         | 248            |
| 2011年         | 282            |
| 2012年         | 274            |
| 2013年         | 248            |
| 2014年         | 270            |
| 2015年         | 246            |
| 2016年         | 238            |
| 2017年         | 246            |
| 2018年         | 242            |

## 車站周邊
車站周邊都是住宅和農地。
- 田川自治會館
- 國道201號（日语：国道201号）
- 福岡縣道22號田川直方線（日语：福岡県道22号田川直方線）
- 福岡縣立大學
- 福岡縣立田川科學技術高等學校
- Trial田川店
- 眼鏡市場田川店
- 下伊田西公民館
- 松原團地
- MrMax田川繞道店
- NAFCO（日语：ナフコ (ホームセンター)）田川店

## 相鄰車站
平成筑豐鐵道
伊田線
田川市立醫院（HC13）－下伊田（HC14）－田川伊田（HC15）

## 注腳
1. 1 2  鉄道を未来につなぐために（令和元年度版） ︳ へいちくネット（平成筑豊鉄道） （页面存档备份，存于）（日語） 各站上落人次調査結果
2. ↑  田川市 此年的事業與統計 （運輸、通信） 平成筑豐鐵道上落車人次

## 外部連結
- 下伊田站（页面存档备份，存于）（日語）（平成筑豐鐵道沿線情報網站）